# アリス・クリフ・スキャチャード
アリス・クリフ・スキャチャード（Alice Cliff Schatcherd、1842年11月7日 - 1906年12月24日）は、1889年にハリエット・マキルカム、ウルスラ・ブライト、エメリン・パンクハースト、リチャード・パンクハーストやエリザベス・クラーク・ウォルステンホルム＝エルミーとともに女性参政権連盟を設立した初期のイギリス人女性参政権活動家。生涯に渡り、リーズ地域で女性の権利のための活動を行った。

## 若年期および教育
アリス・クリフは裕福な実業家ヨゼフ・クリフとその妻アリス・デューハーストの14人いる子供の中の7番目として、ウォートレーで生を受ける。ウェスタン・フラッツ・ハウス（現在のクリフ・ハウス）で育ったのではあるが、ユニテリアン主義者であった家族はクエーカー・スクールのひとつであるマウント・スクール ヨーク校に通った。

## 女性参政権活動家としての経歴
1872年、スキャチャードはリーズ婦人教育協会に参加し、その後に新しく結成された全国婦人参政権協会のリーズ支部に委員として参加した。
1870年代の彼女はイベントで演説を行う常連者であった。例を挙げると、1877年3月24日には女性参政権について議論するためにリディア・ベッカーや他の女性参政権活動家とともにマックルズフィールドに姿を見せた。スキャチャードはヨシュア・オールドフィールド・ニコルソンが提出した最初の決議案を支持したことにより、実業家のヘンリー・バーチェノフに支持されることになる。
スキャチャードは離婚、子供の養育権や女性たちに影響を与える他の法律問題を改善させるべく、女性参政権運動の範囲を広げようとした。さらには夫とともに、モーリー・アンド・ディストリクト看護協会（Morley & District Nursing Association）を設立し、そこで女性向けの成人教育の授業を受け持った。
アリス・クリフ・スキャチャードのスクラップブックには全国参政権運動、政治、教育やモーリーの市民生活に関する手紙、写真や活版印刷物などが収められており、現在はリーズ中央図書館の所蔵となっている。

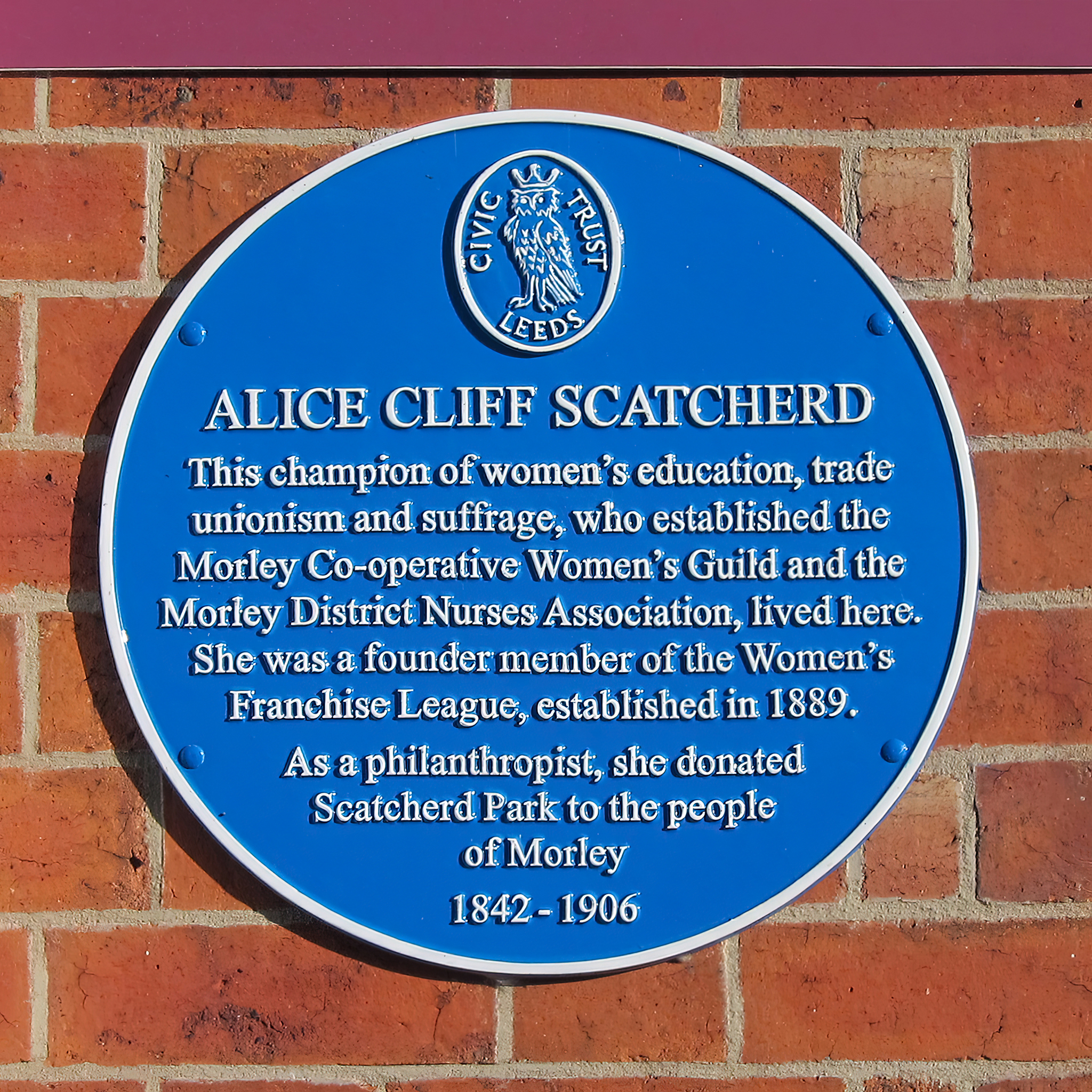
リーズにあるアリス・クリフ・スキャチャードの旧宅に飾られたブルー・プラーク

2022年8月2日、スキャチャードを記念したブルー・プラークの除幕式が、モーリーのクイーン・ストリートにあるパーク・ハウスである彼女の旧宅（現在は葬儀社）にて執り行われた。掲げられたブルー・プラークにはこう刻まれている。
This champion of women's education, trade unionism and suffrage, who established the Morley District Nurses Association, lived here. She was a founder member of the Women's Franchise League, established in 1889. As a philanthropist, she donated Scatcherd Park to the people of Morley. 1842 - 1906

（和訳：女性教育、労働組合主義、参政権の擁護者であり、モーリー地区看護協会を設立したこの女性はここに住んでいた。1889年に設立された女性参政権連盟の創立メンバーでもある。慈善家としての彼女はモーリーの人々のためにスキャチャード・パークを寄贈した。1842年 - 1906年）

## 私生活
1871年10月3日、アリス・クリフは古物商ノリソン・キャベンディッシュ・スキャチャードの末息子である事務弁護士 のオリバー・スキャチャードと結婚した。結婚の誓いには夫に従うとの約束は盛り込まれておらず、のちに彼女は女性が口上を述べる国教における結婚式への出席を拒否し続けた。さらにクエーカーの慣習に従って結婚指輪もはめず、夫とともにヨーロッパを旅した際に彼女が結婚指輪をはめていないことに現地の人々は衝撃を受けたとされている。
スキャチャードの夫は1898年から1900年までモーリーの町長を務めたのち、1905年に亡くなった。スキャチャードは長期間の病気療養を経て、夫が亡くなった翌年にモーリー・ホールで亡くなる。現在はモーリーの聖マリア・イン・ザ・ウッド教会に隣接する墓地にあるスキャチャード霊廟に埋葬されている。